# Дом Пилата

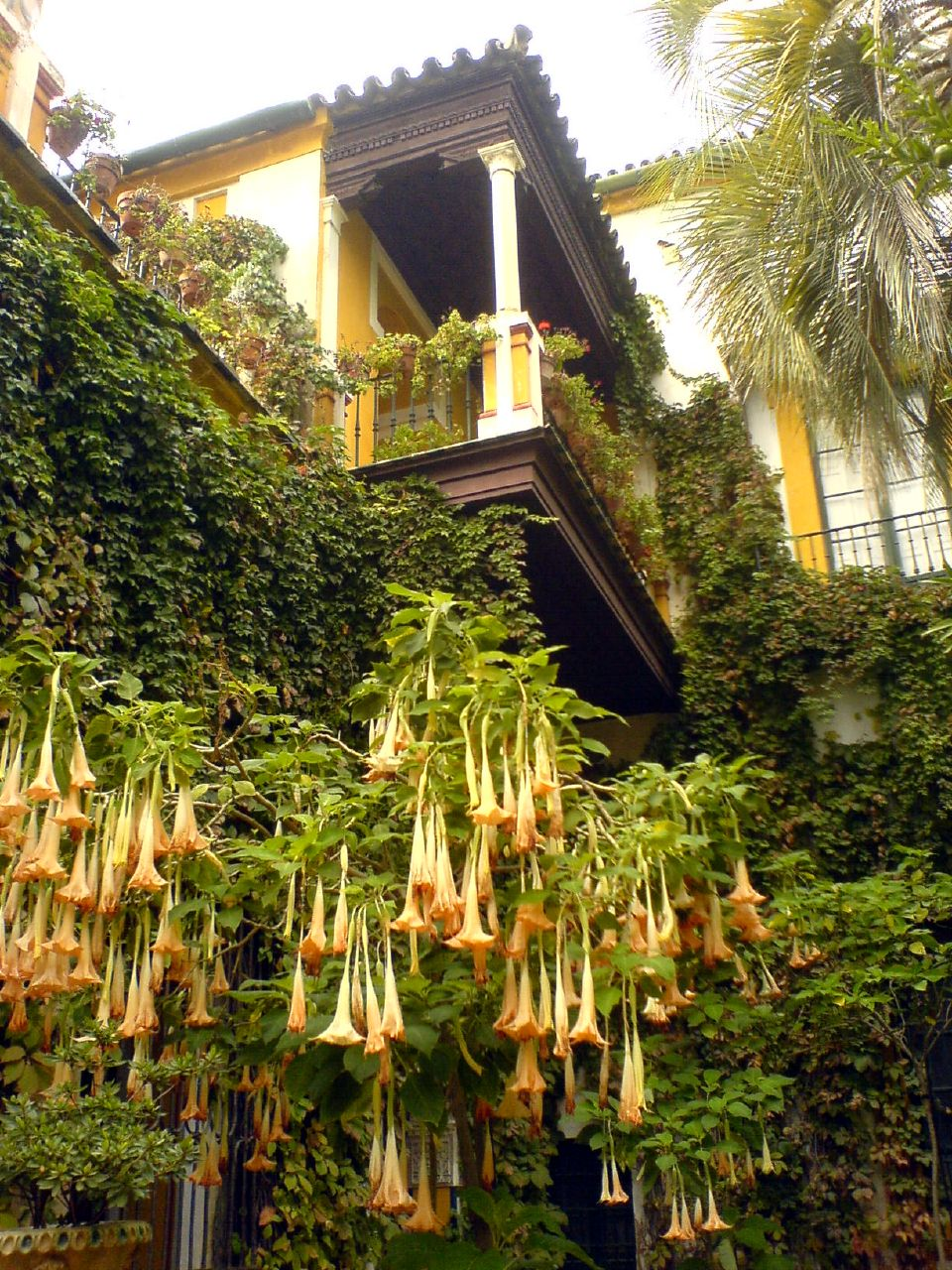
Сад во дворе Дома Пилата

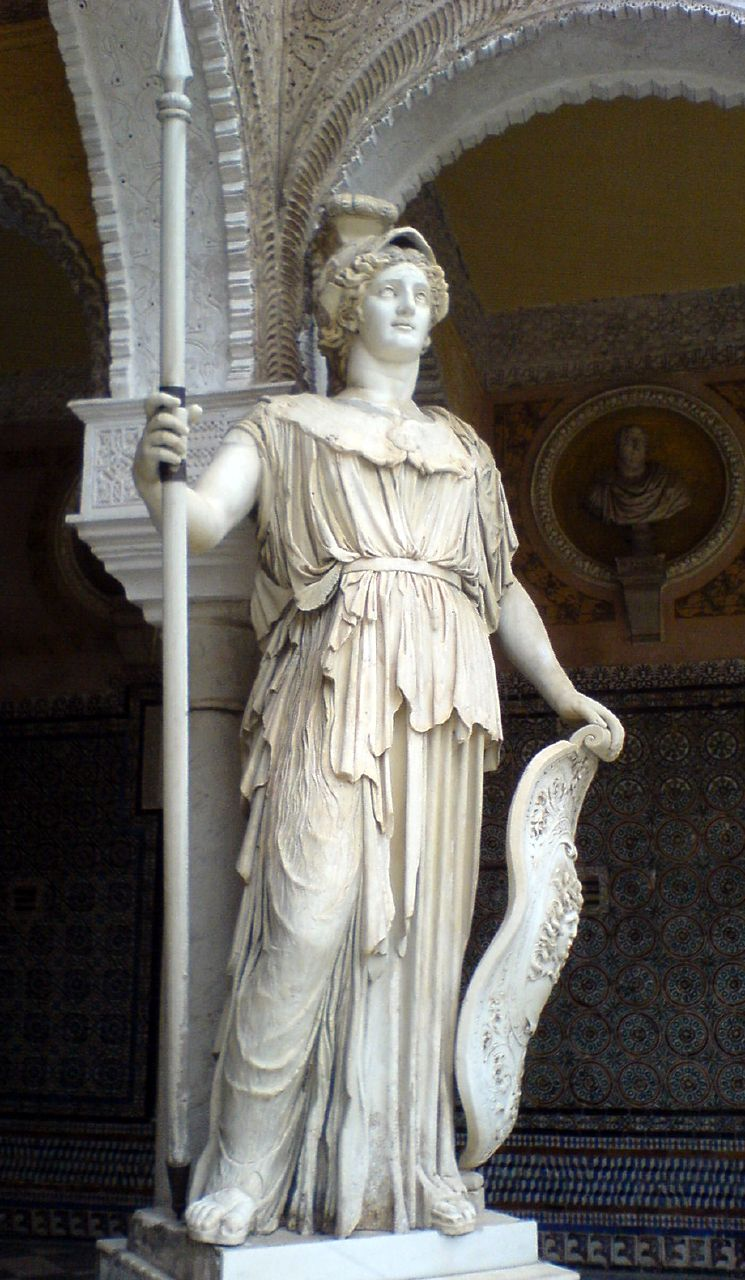
Статуя во внутреннем дворе

«Дом Пилата» (исп. la Casa de Pilatos) — дворец в испанском городе Севилья, названный так потому, что он будто бы являлся копией дворца Понтия Пилата.

## Архитектура
Дворец, отделанный синими изразцами азулехос и украшенный тенистыми садами, объединил в себе два архитектурных стиля — мудехар и стиль испанского Ренессанса. Он служил наиболее чтимым образцом при проектировке дворцов андалусской аристократии.
Самой интересной частью дома является внутренний двор (патио), окружённый галереей. Полукруглые арки галереи опираются на тонкие колонны, вертикали которых продолжаются двумя полосами орнамента, отделяющими арки друг от друга. Поверхность арок также покрыта тонким орнаментом. Колонны второго яруса с ажурной балюстрадой точно соответствуют колоннам нижнего. По своей планировке Дом Пилата напоминает Алькасар, но, в отличие от последнего, украшен по углам римскими статуями богинь Минервы, Цереры и Музы.

## История
Строительство дворца началось в конце XV века по приказу Педро Энрикеса де Киньонес и его супруги Каталины де Риберы, основателей андалусской ветви рода Энрикесов, и было закончено их сыном, Фадрике Энрикесом де Рибера (1-м маркизом Тарифа), который и дал дворцу такое название в честь своего паломничества в Иерусалим, которое он совершил в 1519 году. Семейная легенда гласит, что расстояние, которое отделяет руины иерусалимского дворца Понтия Пилата и Голгофу соответствует расстоянию между севильским дворцом и часовней за пределами городских стен, известной как Крус-дель-Кампо. В Севилье возникло убеждение, что дом является копией дворца. С 1520-х годов во время Страстной недели в Севилье отсюда стали начинать Богослужение Крестного пути.
Помимо отделки в стиле мудехар, во дворце примечательны плафоны с росписями Франциско Пачеко, серия изображений корриды Франсиско Гойи и три полотна Луки Джордано, висящие в библиотеке. После угасания рода герцогов Алькала, которые постоянно проживали во дворце, он перешёл по наследству к герцогам Мединасели и служит их домом по настоящее время.
Объект использовался для съёмки эпизодов как минимум двух голливудских картин — Лоуренс Авравийский (1962), и Рыцарь дня (2010).